# Digger Crown
Digger Crown, född 5 april 1997 i Visby i Gotlands län, död 5 november 2017 i Danmark, var en svensk varmblodig travhäst. Han tränades av Stig H. Johansson och kördes av Johansson eller Erik Adielsson.
Digger Crown tävlade åren 2000–2008 och sprang in 18,2 miljoner kronor på 126 starter varav 59 segrar, 16 andraplatser och 10 tredjeplatser. Han tog sju raka segrar under våren och sommaren 2002, bland annat i Gulddivisionen på V75. Han tog karriärens största segrar i Gran Premio Campionato Europeo (2003), Sweden Cup (2004, 2006), Gran Premio delle Nazioni (2004), Gran Premio Lotteria (2005), Årjängs Stora Sprinterlopp (2006) och Norrbottens Stora Pris (2007). Han kom även på andraplats i Europeiskt femåringschampionat (2002), Sundsvall Open Trot (2003, 2006) och Norrbottens Stora Pris (2008) samt på tredjeplats Svenskt Travderby (2001) och Hugo Åbergs Memorial (2004).
Han gjorde karriärens 100:e start den 30 september 2006 i Gulddivisionens final på Solvalla. Han vann loppet från ledningen, före bland andra Giant Diablo.